# Charles Wolf
Pour les articles homonymes, voir Charles Wolf (homonymie) et Wolf.
Charles Joseph Étienne Wolf (9 novembre 1827 à Vorges – 4 juillet 1918 à Saint-Servan) est un astronome français.

## Biographie
Charles Wolf, fils d'un ancien officier devenu propriétaire exploitant, second de onze enfants, fait de 1848 à 1851 des études supérieures scientifiques à l'École normale supérieure et à la faculté des sciences de Paris où il obtient les licences ès sciences physiques et ès sciences mathématiques. Il est ensuite professeur de physique au lycée de Nîmes, obtient le doctorat ès sciences en 1856, puis est chargé de cours de physique à la faculté des sciences de Montpellier (12 avril 1858), puis y est nommé professeur de physique (8 décembre 1863). À la demande d'Urbain Le Verrier, il rejoint l'observatoire de Paris en 1862. Auparavant professeur-adjoint chargé d'un cours de physique céleste, il devient professeur titulaire de la chaire d'astronomie physique de la faculté des sciences de Paris en 1893.
Il est élu membre de l'Académie des sciences en 1883, et en devient président en 1898. Il est également élu associé de la Royal Astronomical Society en 1874.
Il est le codécouvreur avec Georges Rayet des étoiles appelées aujourd'hui étoiles Wolf-Rayet. Leur découverte est liée à l'observation de grandes raies spectrales en émission dans le spectre de l'étoile P Cygni.

## Œuvre
- Les hypothèses cosmogoniques, examen des théories scientifiques modernes sur l’origine des mondes, suivi de la traduction de la Théorie du Ciel de Kant, Gauthiers-Villars, 1886, Extrait disponible en ligne sur LillOnum
- Histoire de l’observatoire de Paris de sa fondation à 1793, Paris, Gauthier-Villars, 1902, Texte disponible en ligne sur LillOnum